# Dariusz Baliński
Dariusz Baliński (ur. 5 kwietnia 1965 w Lesznie) – polski żużlowiec.

## Kariera sportowa
Licencję żużlową zdobył w 1983 roku. W latach 1984–1999 startował w rozgrywkach z cyklu drużynowych mistrzostw Polski reprezentując kluby Unii Leszno (1984–1990, 1993–1997), Poloneza Poznań (1991), Sparty II Wrocław (1992), Wandy Kraków (1998) oraz ŻKS Krosno (1999). W czasie swojej kariery zdobył 6 medali DMP: cztery złote (1984, 1987, 1988, 1989) oraz dwa brązowe (1985, 1986).
Finalista indywidualnych mistrzostw Polski (Leszno 1988 – VII m.). Dwukrotny finalista młodzieżowych indywidualnych mistrzostw Polski (Lublin 1985 – brązowy medal, Toruń 1986 – IV m.). Dwukrotny medalista mistrzostwa Polski par klubowych (Rybnik 1985 – srebrny medal, Rybnik 1988 – złoty medal). Srebrny medalista młodzieżowych mistrzostwa Polski par klubowych (Ostrów Wielkopolski 1986). Srebrny medalista młodzieżowych drużynowych mistrzostw Polski (Toruń 1985). Dwukrotny finalista turniejów o „Srebrny Kask” (1985 – IX m., 1986 – XVI m.)

## Życie prywatne
Brat Damiana, ojciec Damiana, również żużlowców.